# Aequidens tubicen
Aequidens tubicen är en fiskart som beskrevs av Kullander och Ferreira, 1991. Aequidens tubicen ingår i släktet Aequidens och familjen Cichlidae. Inga underarter finns listade i Catalogue of Life.